# 东营坊乡
东营房乡是中国辽宁省本溪市本溪满族自治县下辖的一个乡。其前身为清朝时期隶属于盛京驻防八旗的碱厂边门（穆麟德轉寫：giyamucan jase）的所在地，是柳条老边的十六边门之一。

## 行政区划
东营房乡下辖东营坊村、宫家堡村、荒沟村、红土甸村、大阳村、洋湖沟村、新城子村、南营坊村。
1. ↑  胡增益. . 新疆人民出版社. 1994: 465. ISBN 9787228024049.
2. ↑  张杰; 张丹卉. . 辽宁民族出版社. 2005: 254. ISBN 9787806448656.